# Michel Butor
Michel Butor (Mons-en-Barœul, 14 de setembro de 1926 - Contamine-sur-Arve, 24 de agosto de 2016) foi um romancista e ensaísta francês.

## Biografia
Michel Butor foi professor de francês (língua estrangeira) em outros países, principalmente no Egito e professor de filosofia na Escola Internacional de Genebra nos anos 1950. A partir daí, começa sua carreira universitária como professor de literatura, primeiro nos Estados Unidos e depois na França, na Universidade de Nice, e finalmente na Universidade de Genebra até sua aposentadoria em 1991.
Ele é conhecido dos leitores de língua francesa como romancista e, sobretudo, como autor da obra La Modification, romance escrito quase que inteiramente na segunda pessoa. esta imagem do autor é um pouco injusta, na medida em que ele rompeu com a ideia de romance depois de escrever Degrès en 1960 e com a publicação de Mobile em 1962.
Depois de tentativas de conciliar a forma tradicional do romance com sua vontade de representar o mundo contemporâneo, acaba se ligando ao grupo do Nouveau Roman francês (representado por figuras como Nathalie Sarraute, Alain Robbe-Grillet, Claude Simon. Ele opta por formas experimentais de escrita a partir de Mobile, obra composta de recortes (enciclopédias americanas, descrições de automóveis, artigos de jornal, etc.), tendo em vista simbolizar a assustadora realidade americana.
Esta vontade de experimentar novos meios de representar o mundo a sua volta encontra-se sempre presente em suas obras, quer se trate de narrativas de viagem (Le Génie du lieu - O gênio do lugar), de narrativas de sonhos (Matière de rêves), ou das numerosas colaborações com pintores e artistas contemporâneos (reunidas na série Illustrations). 
Em 1960, o autor publicou o artigo "Música, uma arte realista: palavras e música" (La musique, art réaliste: Les paroles et la musique), onde evidencia a capacidade de representação simbólica na música, texto lido pelo compositor belga Henri Pousseur, expoente da música Serial e da escola de Darmstadt. Em 29 de setembro de 1960, Pousseur escreveu a Butor pedindo para colaborar em uma ópera, propondo-o Fausto (Goethe) como tema do libreto. A ópera, intitulada "Vosso Fausto" (Votre Faust), foi apresentada pela primeira vez em uma versão de concerto em 17 de março de 1968 em Buffalo, Nova York, e finalmente encenada pela primeira vez em 15 de janeiro de 1969 no Piccola Scala em Milão. 
Michel Butor, após 40 anos de trabalho, apresenta em suas últimas obras um espaço mais poético, lírico, em detrimento de uma abordagem mais romanesca. Um dos escritores de língua francesa mais conhecidos (na Europa, nos EUA, no Japão, na China, na Austrália, etc.), viveu seus últimos anos trabalhando numa cidade da região de Alta Saboia, no leste da França. 
Em 2006, começou a preparar a publicação de suas obras completas em 10 volumes na editora La Différence, sob direção editorial de Mireille Calle-Gruber.